# Heidi (miniserial 1993)
Heidi – amerykański dwuodcinkowy miniserial telewizyjny  z 1993 roku. Adaptacja powieści Johanny Spyri o tym samym tytule.
Miniserial był w 1994 roku nominowany do Złotego Globu w kategorii najlepszy film lub miniserial telewizyjny.

## Fabuła[3]
Mała Heidi zostaje oddana pod opiekę surowego i nielubianego dziadka, żyjącego w wiosce w Alpach. Pod jej wpływem dziadek zmienia się i staje się mniej mrukliwy i dobry. Heidi zaprzyjaźnia się z Piotrkiem, babką i wieloma innymi ludźmi w wiosce.  Alpy stają się jej domem, którego nie chce opuszczać. Pewnego dnia przyjeżdża po dziewczynkę jej ciocia i zabiera ją do Frankfurtu. Heidi staje się towarzyszką do zabawy chorej, nieco starszej od siebie Klary. Dziewczynki szybko się zaprzyjaźniają. Jednak Heidi tęskni za górami.

## Obsada
- Noley Thornton: Heidi
- Jason Robards: dziadek
- Jane Seymour: panna Rottenmeier
- Patricia Neal: babcia
- Siân Phillips: pani Sesemann
- Lexi Randall: Klara
- Jane Hazlegrove: ciocia Dete
- Andrew Bicknell: pan Sesemann
- Benjamin Brazier: Piotr
- Basil Hoskins: Sebastian
- Michael Simpkins: doktor
- Soo Drouet: Sonja
- Edward Highmore: pan Kandidat
- Kate Isitt: Brigitte
- John Quentin: pastor
- Daniel Flynn: Johann
- Anne-Marie Bubke: Adelaida
- Catherine Punch: Tinette
- Roger Ashton-Griffiths: Küster
- Heide Ackermann: Köchin
- Richard Bates: lekarz